# ترونتنوویتسه
ترونتنوویتسه (به لاتین: Trątnowice) یک روستا در لهستان است که در Gmina Słomniki واقع شده‌است.

## خصوصیات
ترونتنوویتسه ۲۶۰ نفر جمعیت دارد.